# PUDP
PUDP (англ. Pseudouridine 5'-phosphatase) – білок, який кодується однойменним геном, розташованим у людей на X-хромосомі. Довжина поліпептидного ланцюга білка становить 228 амінокислот, а молекулярна маса — 25 249.
| 10         |  | 20         |  | 30         |  | 40         |  | 50         |
| ---------- |  | ---------- |  | ---------- |  | ---------- |  | ---------- |
| MAAPPQPVTH |  | LIFDMDGLLL |  | DTERLYSVVF |  | QEICNRYDKK |  | YSWDVKSLVM |
| GKKALEAAQI |  | IIDVLQLPMS |  | KEELVEESQT |  | KLKEVFPTAA |  | LMPGAEKLII |
| HLRKHGIPFA |  | LATSSGSASF |  | DMKTSRHKEF |  | FSLFSHIVLG |  | DDPEVQHGKP |
| DPDIFLACAK |  | RFSPPPAMEK |  | CLVFEDAPNG |  | VEAALAAGMQ |  | VVMVPDGNLS |
| RDLTTKATLV |  | LNSLQDFQPE |  | LFGLPSYE   |  |            |  |            |

A: Аланін

C: Цистеїн

D: Аспарагінова кислота

E: Глутамінова кислота

F: Фенілаланін

G: Гліцин

H: Гістидин

I: Ізолейцин

K: Лізин

L: Лейцин

M: Метіонін

N: Аспарагін

P: Пролін

Q: Глутамін

R: Аргінін

S: Серин

T: Треонін

V: Валін

W: Триптофан

Кодований геном білок за функцією належить до гідролаз. 
Задіяний у таких біологічних процесах, як метаболізм нуклеотидів, альтернативний сплайсинг. 
Білок має сайт для зв'язування з іонами металів, іоном магнію. 